# Contay
Contay là một thị trấn ở tỉnh Somme trong vùng Hauts-de-France, Pháp.

## Địa lý
Thị trấn này tọa lạc trên đường D23 và đường D919, khoảng 14 dặm Anh về phía đồng bắc của Amiens.

## Dân số
| 1962                                                           | 1968 | 1975 | 1982 | 1990 | 1999 |
| -------------------------------------------------------------- | ---- | ---- | ---- | ---- | ---- |
| 294                                                            | 301  | 285  | 294  | 333  | 353  |
| Số liệu điều tra dân số từ năm 1962, dân số không tính hai lần |      |      |      |      |      |